# Светски дан чистих планина
Светски дан чистих планина (енгл. World Clean Mountains Day) је годишња прослава која се обележава сваке године 26. септембра, и то је прилика да се створи свест о значају планина за живот, да се истакну могућности и ограничења у њиховом очувању.

## Историјат
Више од 20 година се обележава Светски дан чистих планина, обично обављањем еколошких активности попут акција чишћења, посета природи и планинарења.Светски дан чистих планина нас подсећа колико је важно да бринемо о природи и њеним разноликостима.
Планине заузимају једну петину укупне копнене површине на земљи и значајне су за одржавање живота јер обезбеђују кисеоник, воду за пиће и станишта бројних биљних и животињских врста. Ипак, данас планинама прете опасности од глобализације, урбанизације и масовног туризма. Посебно су угрожени извори пијаће воде који извиру у планинама, а од којих зависи више од половине људске популације. Климатске промене такође угрожавају њихова природна богатства.Из тог разлога 26. септембар се обележава као Светски дан чистих планина више од две деценије - активисти, заљубљеници у природу, користе последњу недељу септембра месеца да посете планине у свом крају и очисте их, а радионицама и предавањима скрећу пажњу на то колико је важно да ови предели остану чисти, богати флором и фауном.
Много је негативних утицаја на планине - глобално загревање, велика количина стабала се сече, шуме нестају, а са њима и многе биљне и животињске врсте, ту је и проблем загађености, проузрокован људским немаром. Са развојем туризма долази и проблем смећа којег је све више на планинама. Како се повећава број туриста, тако се повећава и смеће које је остало иза њих. Пластичне амбалаже често се бацају уз путеве, на ободе планина, у језера и реке. Све то оставља негативан утицај на планинске екосистеме. Обележавање Светског дана чистих планина има за циљ удруживање против планинског отпада.